# Radical 169
El radical 169, representado por el carácter Han 門, es uno de los 214 radicales del diccionario de Kangxi. En mandarín estándar es llamado 門部, (mén bù, ‘radical «portal»’); en japonés es llamado 門部, もんぶ (monbu), y en coreano 문 (mun).
El radical 169 aparece siempre rodeando la parte superior y los lados de los caracteres que clasifica (por ejemplo, en 閃). En el sistema de simplificación de los caracteres chinos realizado en la República Popular de China, el carácter 門 ha sido simplificado a la forma 门 (así como también muchos de los caracteres clasificados bajo este).
Los caracteres clasificados bajo el radical «portal» suelen tener significados relacionados con las puertas o los sitios de acceso. Como ejemplo de esto están 閉, ‘cerrar’; 閊, ‘obstruir’; 闒, ‘puerta superior’.

## Nombres populares
- Mandarín estándar: 門字, 门字, mén zì, ‘carácter portal’.
- Coreano: 문문부, mun mun bu, ‘radical mun-puerta’.
- Japonés:　門構え（もんがまえ,　かどがまえ）, mongamae, kadogamae, ‘carácter «portal» envolviendo el carácter’.[1]
- En occidente: radical «portal».

## Galería
| Estilos antiguos                                 | Estilos antiguos                  | Estilos antiguos                        | Estilos antiguos                   | Estilos antiguos                   | Estilos empleados actualmente       | Estilos empleados actualmente  | Estilos empleados actualmente    | Estilos empleados actualmente   | Estilos empleados actualmente  |
|                                                  |                                   |                                         |                                    |                                    |                                     | 門                             | 门                               |                                 |                                |
| 甲骨文 jiǎgǔwén (escritura de huesos oraculares) | 金文 jīnwén (escritura de bronce) | 简帛 jiǎnbó (escritura de bambú y seda) | 篆文 zhuànwén (escritura de sello) | 篆文 zhuànwén (escritura de sello) | 隸書 lìshū (estilo de los escribas) | 楷書 kǎishū (estilo regular)   | 楷書 kǎishū (estilo regular)     | 行書 xǐngshū (estilo corriente) | 草書 cǎoshū (estilo de hierba) |
| 甲骨文 jiǎgǔwén (escritura de huesos oraculares) | 金文 jīnwén (escritura de bronce) | 简帛 jiǎnbó (escritura de bambú y seda) | 大篆 dàzhuàn (sello grande)        | 小篆 xiǎozhuàn (sello pequeño)     | 隸書 lìshū (estilo de los escribas) | 繁體／繁体 fántǐ (tradicional) | 简体／簡體 jiǎntǐ (simplificado) | 行書 xǐngshū (estilo corriente) | 草書 cǎoshū (estilo de hierba) |

## Caracteres con el radical 169
| trazos | carácter                                                          | simplificación                |
| ------ | ----------------------------------------------------------------- | ----------------------------- |
| + 0    | 門                                                                | 门                            |
| + 1    | 閁 閂                                                             | 闩                            |
| + 2    | 閃 閄 閅                                                          | 闪                            |
| + 3    | 䦌 䦍 閆 閇 閈 閉 閊                                              | 闫 闬 闭 问 闯                |
| + 4    | 䦎 䦏 䦐 䦑 開 閌 閍 閎 閏 閐 閑 閒 間 閔 閕 閖 閗                | 闰 闱 闲 闳 间 闵 闶 闷       |
| + 5    | 䦒 䦓 䦔 閘 閙 閚 閛 閜 閝 閞 閟 閠 闸                            | 闹                            |
| + 6    | 䦕 䦖 䦗 䦘 䦙 䦚 䦛 䦶 閡 関 閣 閤 閥 閦 閧 閨 閩 閪             | 闺 闻 闼 闽 闾 闿 阀 阁 阂    |
| + 7    | 䦜 䦝 䦞 䦟 䦷 閫 閬 閭 閮 閯 閰 閱 閲 閳 閴 阃                   | 阄 阅 阆 閭                   |
| + 8    | 䦠 䦡 䦢 䦣 䦤 䦥 䦦 䦧 䦨 閵 閶 閸 閹 閺 閻 閼 閽 閾 閿 闀 闁 闂 | 阇 阈 阉 阊 阋 阌 阍 阎 阏 阐 |
| + 9    | 䦩 䦪 䦫 䦬 䦭 䦮 䦯 䦸 閷 闃 闄 闅 闆 闇 闈 闉 闊 闋 闌 闍 闎 闏 | 阑 阒 阓 阔 阕                |
| + 10   | 闐 闑 闒 闓 闔 闕 闖 闗 闘                                        | 阖 阗 阘 阙                   |
| + 11   | 䦰 闙 闚 闛 關 闝                                                 | 阚                            |
| + 12   | 䦱 闞 闟 闠 闡                                                    |                               |
| + 13   | 䦲 䦳 䦴 闢 闣 闤 闥 闦                                           | 阛                            |
| + 14   | 䦵 闧                                                             |                               |